# هوزان عثمان
هوزان عثمان (عربی: هوزان عثمان؛ زادهٔ ۱۶ مهٔ ۲۰۰۳) بازیکن فوتبال اهل سوریه است.
وی همچنین در تیم‌های ملی فوتبال زیر ۲۰ سال و سوریه بازی کرده‌است.